# 3. listopad
3. listopad je 307. den roku podle gregoriánského kalendáře (308. v přestupném roce). Do konce roku zbývá 58 dní.

## Události

### Česko
- 1414 – Jan Hus dorazil do Kostnice, kde o tři dny později papež Jan XXIII. zahájil koncil.
- 1887 – Zahájení pravidelného provozu na železniční trati Jihlava - Veselí nad Lužnicí
- 1918 – Na Staroměstském náměstí v Praze byl stržen mariánský sloup.
- 1992 – Po svržení komunistického režimu byla na setkání mluvčích v Praze oficiálně ukončena činnost Charty 77.
- 2009 – Prezident Václav Klaus podepsal Lisabonskou smlouvu. Český ústavní soud rozhodl o tom, že Lisabonská smlouva je v souladu s českým ústavním pořádkem.

### Svět
- 0644 – Na Umara ibn al-Chattába, vládce arabského chalífátu a duchovní hlavu islámu, byl spáchán atentát. Na jeho následky chalífa 7. listopadu zemřel.
- 1333 – Záplavy na řece Arno způsobily obrovské škody ve Florencii, jak je zapsal florentinský kronikář Giovanni Villani.
- 1468 – Belgické město Lutych vyplenilo vojsko burgundského vévody Karla Smělého.
- 1493 – Kryštof Kolumbus na své druhé cestě do Nového světa přistál na ostrově  v Karibském moři, který nazval Dominika.
- 1534 – Anglický parlament odhlasoval Zákon o svrchovanosti, který prohlašoval Jindřicha VIII. a jeho následovníky za hlavu Anglikánské církve.
- 1957 – Sputnik 2 vynesl do kosmu psa Lajku, první zvíře ve vesmíru.
- 1978 – Dominika získala nezávislost na Velké Británii.
- 2014 – Slavnostní otevření mrakodrapu One World Trade Center, který je postaven v bezprostřední blízkosti místa původních budov Světového obchodního centra.

## Narození

### Česko

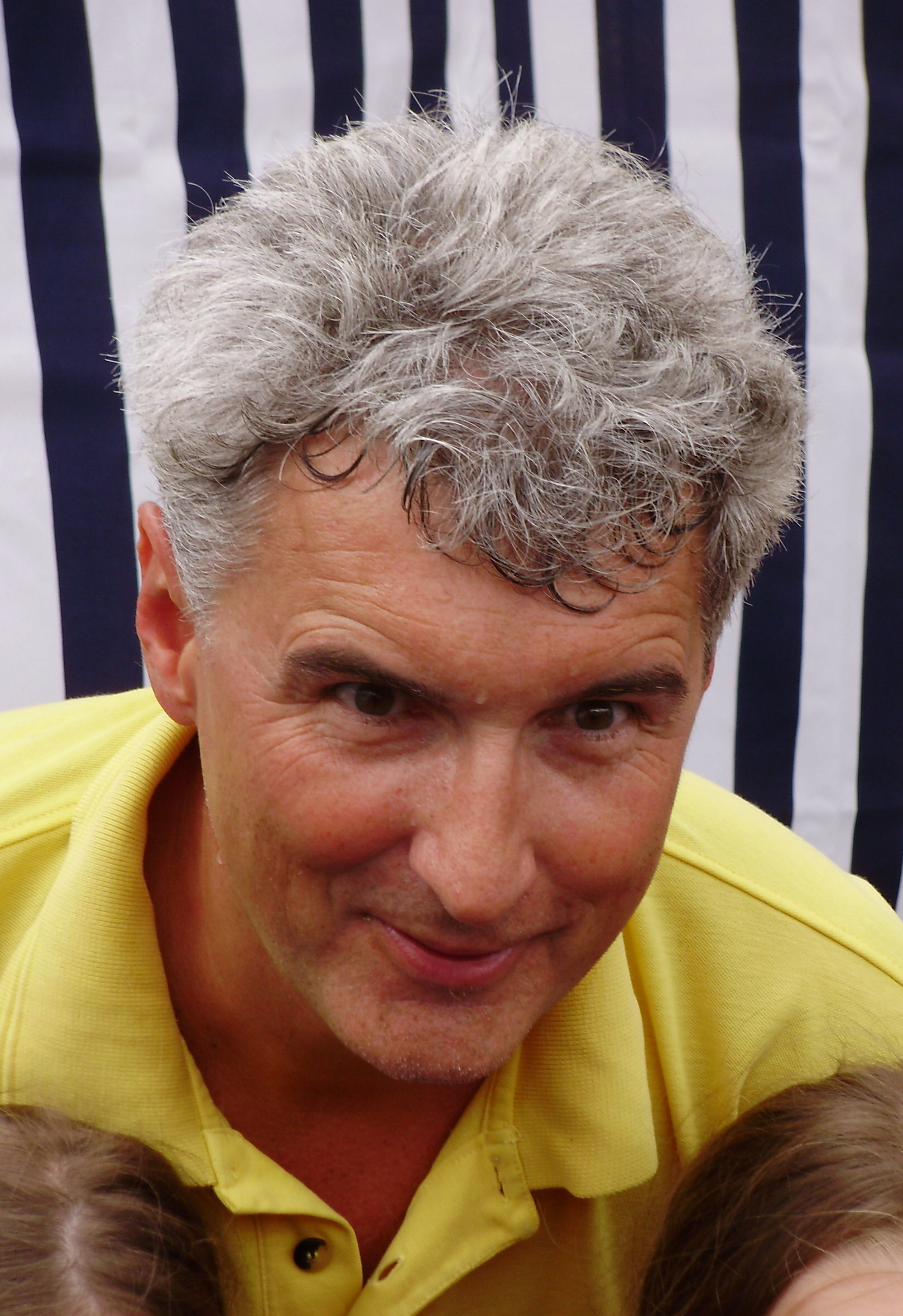
Michal Nesvadba (* 1957)

- 1668 – Martin Honorius Czechura, český teolog a filosof († 1726)
- 1689 – Jan Josef Ignác Brentner, český hudební skladatel († 28. června 1742)
- 1784 – Antonín Mánes, malíř († 23. července 1843)
- 1797 – František Pštross, pražský podnikatel a komunální politik († 15. února 1887)
- 1798 – Václav Vaňka, starosta Prahy († 27. července 1872)
- 1815 – František Tomáš Bratránek, literární vědec a spisovatel († 2. srpna 1884)
- 1819 – Václav Vilém Trnobranský, český básník a spisovatel († 27. března 1883)
- 1820 – Josef Alexander Helfert, český právník, historik a politik († 16. března 1910)
- 1836 – Emanuel von Merta, velící generál v Josefově († 31. srpna 1899)
- 1850 – František Sláma, slezský buditel, spisovatel a politik († 25. dubna 1917)
- 1857 – Karel Vopička, českoamerický podnikatel a diplomat († 3. září 1935)
- 1865 – Josef Gruber, ministr sociální péče Československa († 2. května 1925)
- 1868 – Karel Kamínek, český spisovatel († 24. června 1915)
- 1878 – Rudolf Laube, československý politik († 11. září 1937)
- 1898 – Karel Mareš, český generál a letec († 18. června 1960)
- 1899
  - Miloš Havel, český mediální podnikatel a filmový producent († 25. února 1968)
  - Otomar Korbelář, český hudebník, herec a režisér († 30. listopadu 1976)
- 1903 – Karel Bodlák, učitel a spisovatel († 1. února 1989)
- 1907 – Václav Chytil, ekonom a politik pronásledovaný komunisty († 15. září 1980)
- 1908 – Robert Hliněnský, český malíř († 8. ledna 1979)
- 1909 – Jaroslav Pejša, český hudební skladatel († 24. července 1973)
- 1910 – Karel Zeman, filmový režisér, výtvarník, loutkář († 5. dubna 1989)
- 1916 – Zbyněk Přecechtěl, český hudební skladatel († 6. října 1996)
- 1921 – Václav Morávek, československý fotbalový reprezentant († 22. března 2001)
- 1923
  - Cecilie Strádalová, operní pěvkyně († 25. října 1994)
  - Jiří Demel, vlastivědný pracovník a publicista († 7. ledna 2006)
- 1926 – Mikuláš Medek, malíř († 23. srpna 1974)
- 1928 – Ctibor Dostálek, český neurofyziolog († 24. dubna 2011)
- 1930
  - Věra Šťovíčková-Heroldová, česká rozhlasová novinářka a překladatelka († říjen 2015)
  - Antonín Peltrám, ministr dopravy a spojů
- 1931 – Marie Stryjová, česká spisovatelka († 10. července 1977)
- 1939 – Jaroslav Kerles, český výtvarník a karikaturista († 8. března 2014)
- 1941 – Miloš Kročil, divadelní herec, recitátor († 28. října 2014)
- 1942 – Dušan Pálka, grafik, fotograf, karikaturista, humorista a kreslíř († 17. června 2011)
- 1943 – Jiří Stříteský, senátor, primátor Pardubic († 10. března 2019)
- 1948 – Milan Kozelka, multimediální umělec, básník a prozaik († 5. října 2014)
- 1951 – Jan Faktor, český spisovatel píšící německy
- 1952 – Martin Pawera, akademický malíř
- 1956 – Jiří Šesták, herec, manažer, pedagog a politik
- 1957 – Michal Nesvadba, mim a herec
- 1961 – Jaroslav Šilhavý, fotbalista a trenér
- 1963 – Luděk Čajka, hokejista († 14. února 1990)
- 1965 – Václav Jirásek, fotograf
- 1987 – Dominik Halmoši, hokejový brankář

### Svět

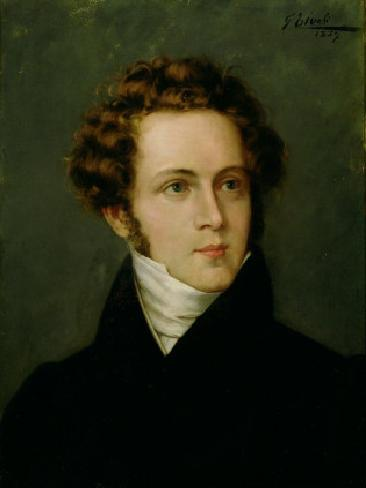
Vincenzo Bellini (* 1801)

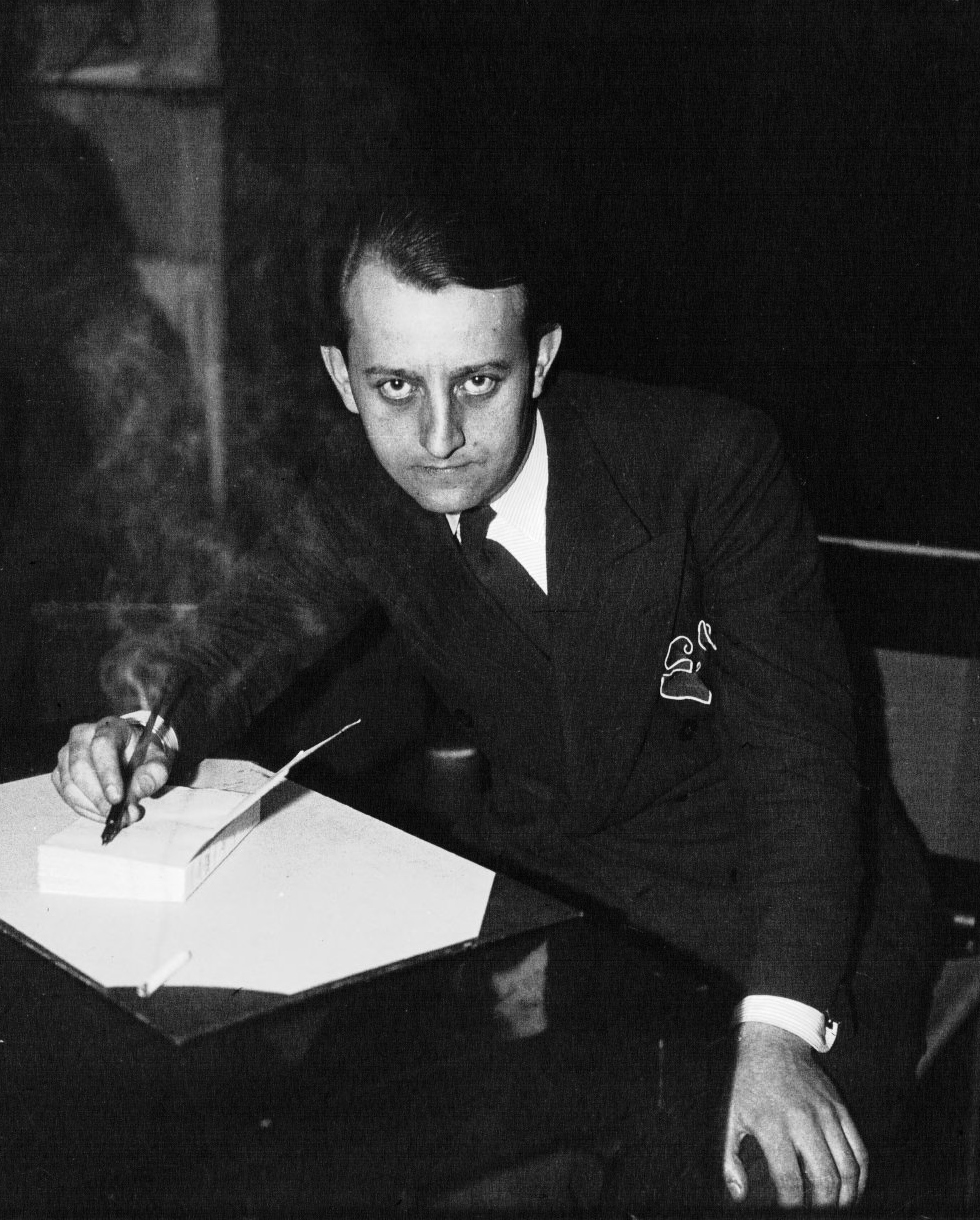
André Malraux (* 1901)

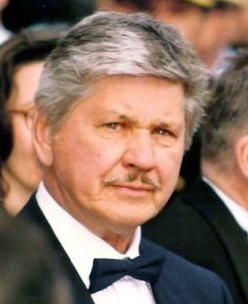
Charles Bronson (* 1921)

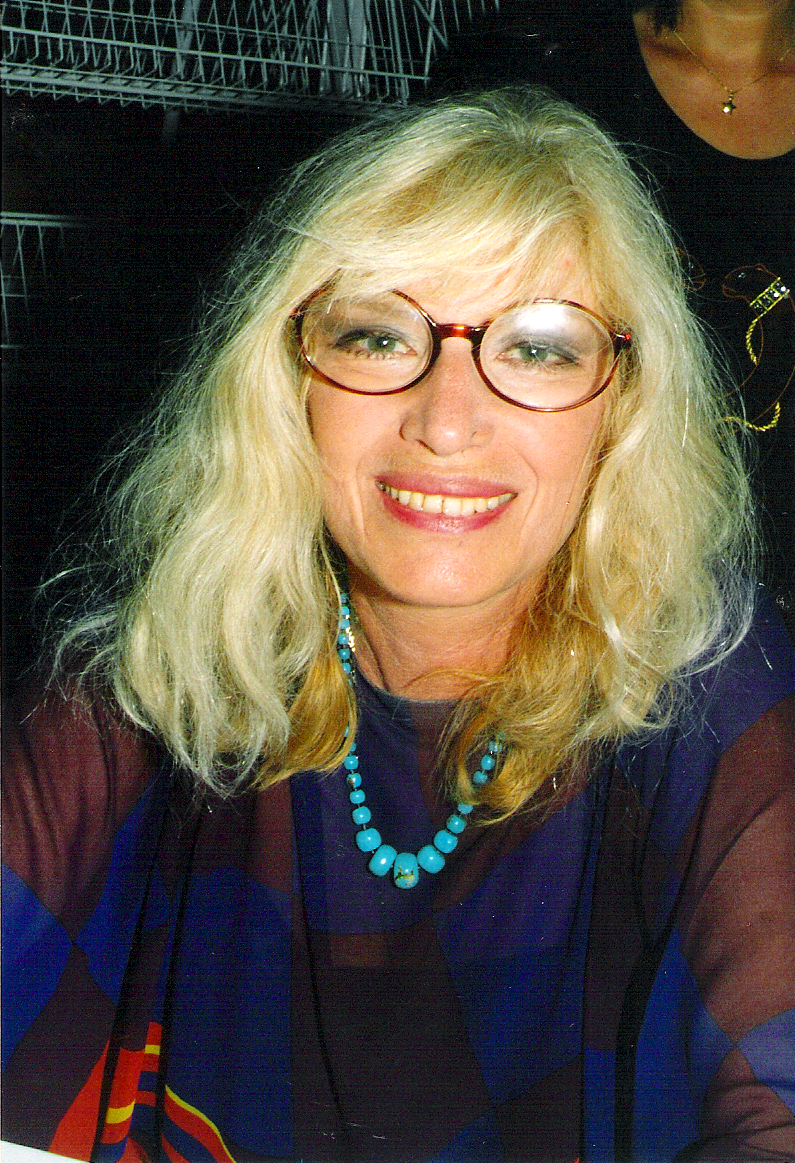
Monica Vitti (* 1931)

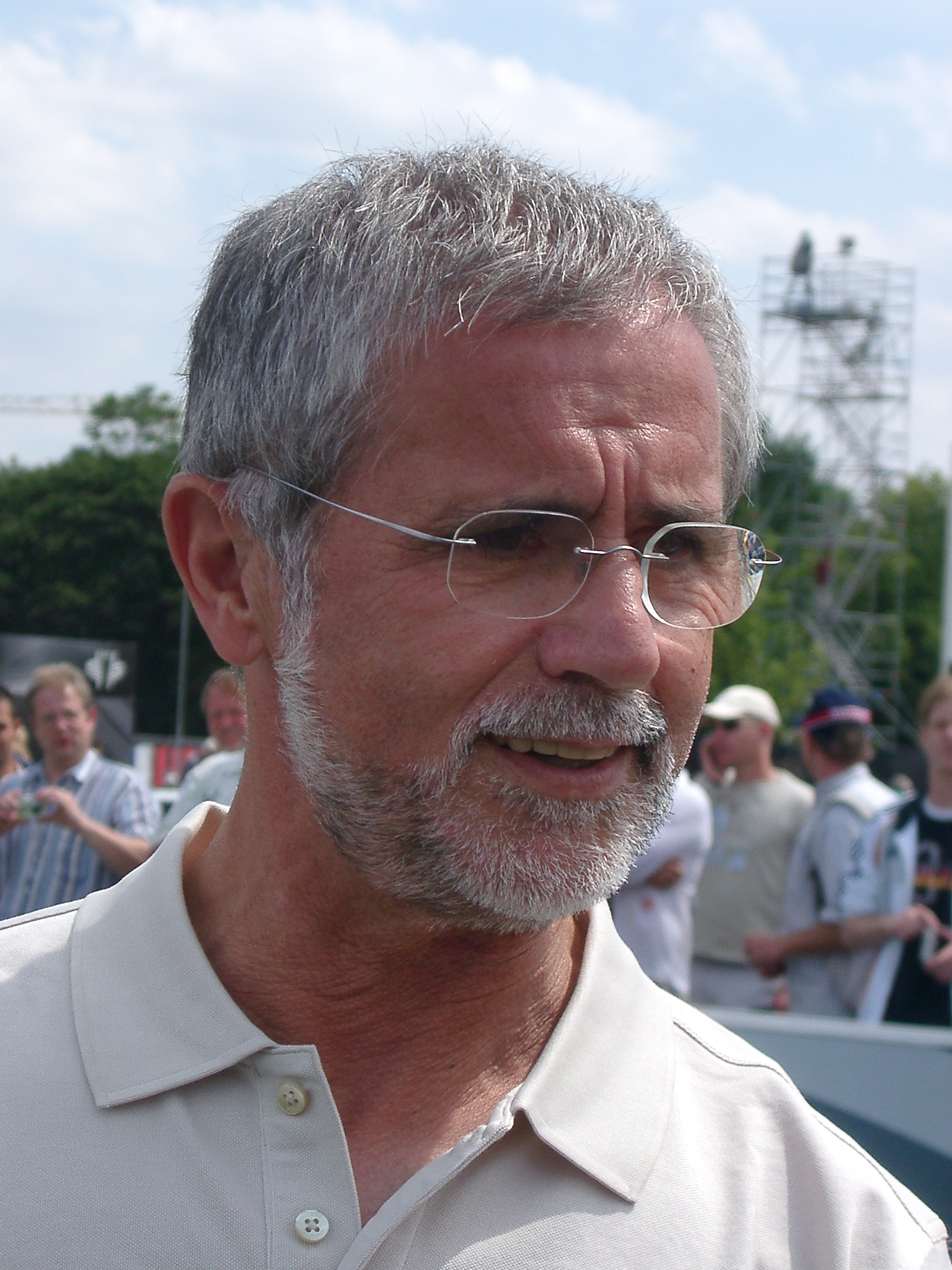
Gerd Müller (* 1945)

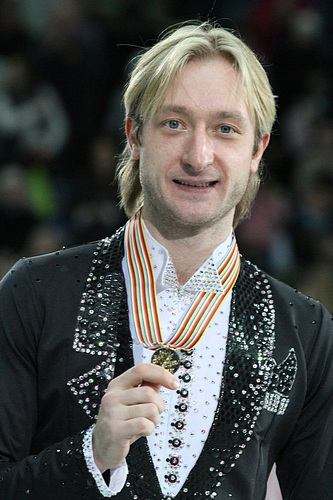
Jevgenij Pljuščenko (* 1982)

- 0039 – Marcus Annaeus Lucanus, římský básník († 30. dubna 65)
- 1500 – Benvenuto Cellini, florentský řezbář a zlatník († 15. června 1571)
- 1560 – Annibale Carracci, italský malíř († 1609)
- 1595 – Jiří Vilém Braniborský, braniborský markrabě, kurfiřt a pruský vévoda († 1. prosince 1640)
- 1604 – Osman II., sultán Osmanské říše († 20. května 1622)
- 1618 – Aurangzéb, šestý mughalský císař († 3. března 1707)
- 1804 – Constantin Hansen, dánský malíř († 29. března 1880)
- 1841 – Eugenius Warming, dánský botanik († 2. dubna 1924)
- 1762 – Karađorđe Petrović, srbský bojovník proti Turkům († 24. července 1817)
- 1780 – Victor Dourlen, francouzský skladatel († 8. ledna 1864)
- 1793 – Samuel A. Cartwright, americký lékař a spisovatel († 2. května 1863)
- 1795 – James K. Polk, americký prezident († 15. června 1849)
- 1801 – Vincenzo Bellini, italský hudební skladatel († 23. září 1835)
- 1845 – Edward Douglass White, americký právník a voják († 19. května 1921)
- 1846 – Francis Davis Millet, americký malíř a spisovatel († 15. dubna 1912)
- 1852 – Císař Meidži, 122. japonský císař († 30. července 1912)
- 1857 – Michail Alexejev, ruský generál († 25. září 1918)
- 1863 – Blanche Bingleyová, anglická tenistka († 6. srpna 1946)
- 1864 – Theodor Krauß, německý homeopat († 1. října 1924)
- 1867 – Stanisław Szeptycki, polský generál († 9. října 1950)
- 1882
  - Jakub Kolas, běloruský spisovatel († 13. srpna 1956)
  - George Mehnert, americký zápasník, olympijský vítěz († 8. července 1948)
- 1883 – Ford Sterling, americký herec a režisér († 13. října 1939)
- 1889 – Heinrich Campendonk, nizozemsko-německý malíř († 9. května 1959)
- 1894 – Jevgenij Leopoldovič Nedzelskij, překladatel české literatury do ruštiny († 27. května 1961)
- 1900
  - Leo Löwenthal, americký sociolog († 21. ledna 1993)
  - Adolf Dassler, zakladatel společnosti Adidas († 6. září 1978)
- 1901
  - Leopold III. Belgický, král belgický († 25. září 1983)
  - André Malraux, francouzský archeolog, spisovatel a politik († 23. listopadu 1976)
  - Martin Sokol, ministr vnitra autonomní vlády Slovenska († 16. prosince 1957)
- 1903 – Walker Evans, americký fotograf († 10. dubna 1975)
- 1908 – Giovanni Leone, premiér Itálie († 9. listopadu 2001)
- 1912 – Alfredo Stroessner, paraguayský prezident († 16. srpna 2006)
- 1918 – Raimon Pannikar, španělský katolický kněz a teolog († 26. srpna 2010)
- 1921 – Charles Bronson, americký filmový herec († 30. srpna 2003)
- 1922 – Anton Myrer, americký spisovatel († 19. ledna 1996)
- 1926 – Valdas Adamkus, prezident Litvy
- 1927
  - Odvar Nordli, norský politik a premiér († 9. ledna 2018)
  - Zbigniew Cybulski, polský herec († 8. ledna 1967)
- 1928
  - Milan Mišík, slovenský geolog († 7. května 2011)
  - Osamu Tezuka, japonský umělec († 9. února 1989)
- 1931 – Monica Vittiová, italská herečka († 2. února 2022)
- 1932 – Albert Reynolds, premiér Irska († 21. srpna 2014)
- 1933
  - Michael Dukakis, americký politik, neúspěšný kandidát na prezidenta ve volbách v roce 1988
  - Amartya Sen, indický bengálský ekonom a filozof, Nobelova cena za ekonomii 1998
  - Jeremy Brett, britský zpěvák a herec († 12. září 1995)
  - John Barry, anglický hudební skladatel a dirigent († 30. ledna 2011)
- 1935
  - Henry Grimes, americký kontrabasista a houslista († 17. dubna 2020)
  - Enrico Berti, italský filozof a historik filozofie († 5. ledna 2022)
- 1936 – Roy Emerson, australský tenista
- 1940 – Sonny Rhodes, americký bluesový zpěvák
- 1943 – Bert Jansch, skotský kytarista a zpěvák († 5. října 2011)
- 1945
  - Gerd Müller, německý fotbalista († 15. srpna 2021)
  - Nick Simper, zakládající člen rockové skupiny Deep Purple
- 1947 – Joe Lala, americký hudebník a herec († 18. března 2014)
- 1949 – Larry Holmes, americký profesionální boxer těžké váhy
- 1950
  - Bernard Bober, arcibiskup košický
  - James Rothman, americký buněčný biolog, Nobelova cena 2002
- 1952
  - Roseanne Barr, americká herečka
  - Azar Lawrence, americký jazzový saxofonista
- 1954
  - Berco Balogh, slovenský zpěvák a hudebník
  - Adam Ant, anglický zpěvák (Adam and the Ants)
  - Kevin Patrik Chilton, americký vojenský pilot a astronaut
- 1956 – Gary Ross, americký scenárista, filmový režisér a spisovatel
- 1957
  - Dolph Lundgren, švédský herec a režisér
  - Martin Milan Šimečka, slovenský spisovatel a publicista
- 1960 – Karch Kiraly, americký volejbalista
- 1967
  - Steven Wilson, britský zpěvák a kytarista
  - Mykola Milčev, ukrajinský sportovní střelec
- 1969 – Robert Miles, italský DJ, skladatel, hudebník a producent elektronické hudby († 9. května 2017)
- 1971
  - Dylan Moran, irský komik, herec a scenárista
  - Unai Emery, španělský trenér (Valencia CF)
- 1973 – Mickael Gordon Thomson, kytarista skupiny Slipknot
- 1975 – Branislav Rzeszoto, slovenský fotbalista
- 1978 – Sergej Movsesjan, slovenský šachista
- 1979 – Pablo Aimar, argentinský fotbalista
- 1982 – Jevgenij Pljuščenko, ruský krasobruslař
- 1985 – Karin Oberhoferová, italská biatlonistka
- 1987
  - Alla Kudrjavcevová, ruská tenistka
  - Lukáš Lacko, slovenský tenista
- 1992 – Joe Clarke, britský vodní slalomář a kajakář
- 1993 – Martina Trevisanová, italská tenistka
- 1995 – Kendall Jennerová, americká modelka a televizní celebrita
- 2001 – Hailey Baptisteová, americká tenistka

## Úmrtí

### Česko

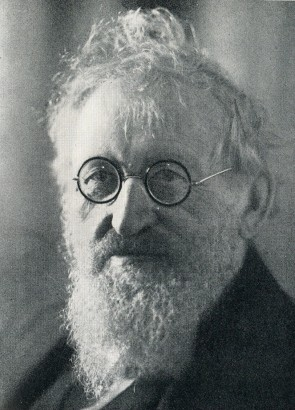
Karel Matěj Čapek-Chod († 1927)

- 1513 – Augustin Olomoucký, spisovatel (* 1467)
- 1696 – Jindřich Václav Richter, český misionář v Jižní Americe (* 4. září 1653)
- 1738 – Walter Xaver z Ditrichštejna, moravsko-rakouský šlechtic a kníže (* 18. září 1664)
- 1853 – Jan Jindřich Marek, kněz a spisovatel, (* 4. listopadu 1803)
- 1892
  - Josef Krofta, poslanec Českého zemského sněmu a starosta Plzně (* 27. února 1845)
  - Emil Herrmann, právník a překladatel (* 6. června 1841)
- 1894 – Karel Konrád, kněz, historik české duchovní hudby (* 25. listopadu 1842)
- 1917 – František Dvorský, přírodovědec a vlastivědný pracovník (* 25. září 1846)
- 1920 – Karel Kněžourek, přírodovědec (* 7. listopadu 1857)
- 1927 – Karel Matěj Čapek-Chod, spisovatel (* 21. února 1860)
- 1928 – Ferdinand Heidler, čs. ministr obchodu (* 8. prosince 1881)
- 1938 – Antonín Klášterský, básník a překladatel (* 25. září 1866)
- 1939
  - Václav Draxl, československý politik (* 16. ledna 1874)
  - Jan Hanuš Máchal, slavista, literární historik a filolog (* 25. října 1855)
- 1944 – Ján Ušiak, velitel partyzánské brigády Jana Žižky z Trocnova (* 5. října 1914)
- 1947 – Emil Enhuber, československý politik německé národnosti (* 8. února 1878)
- 1949 – František Čapka, československý politik (* 24. září 1879)
- 1954 – Josef Kodíček, režisér, dramaturg, divadelní kritik a překladatel (* 24. ledna 1892)
- 1957 – Bohumila Sílová, spisovatelka knih pro děti (* 20. srpna 1908)
- 1961 – Bohumil Hypšman, architekt (* 10. ledna 1878)
- 1964 – Jaroslav Mackerle, architekt, historik, etnograf (* 8. srpna 1913)
- 1966 – Rudolf Veselý, mykolog (* 16. dubna 1884)
- 1972 – Ladislav Hosák, historik (* 5. června 1898)
- 1974 – Leoš Kubíček, sochař a řezbář (* 22. listopadu 1887)
- 1975 – František Vildomec, archeolog (* 6. února 1878)
- 1980 – Adolf Kubát, hobojista a hudební pedagog (* 15. října 1899)
- 1982 – sb.  Antonín Šuránek, kněz, teolog, spisovatel (* 29. května 1902)
- 1999 – Dagmar Benešová, zakladatelka české dětské patologické anatomie (* 17. října 1906)
- 2001 – František Pácalt, československý hokejový reprezentant (* 20. července 1912)
- 2004 – Václav Kotva, herec (* 20. ledna 1922)
- 2020 – Jan Bouzek, klasický archeolog (* 17. února 1935)

### Svět

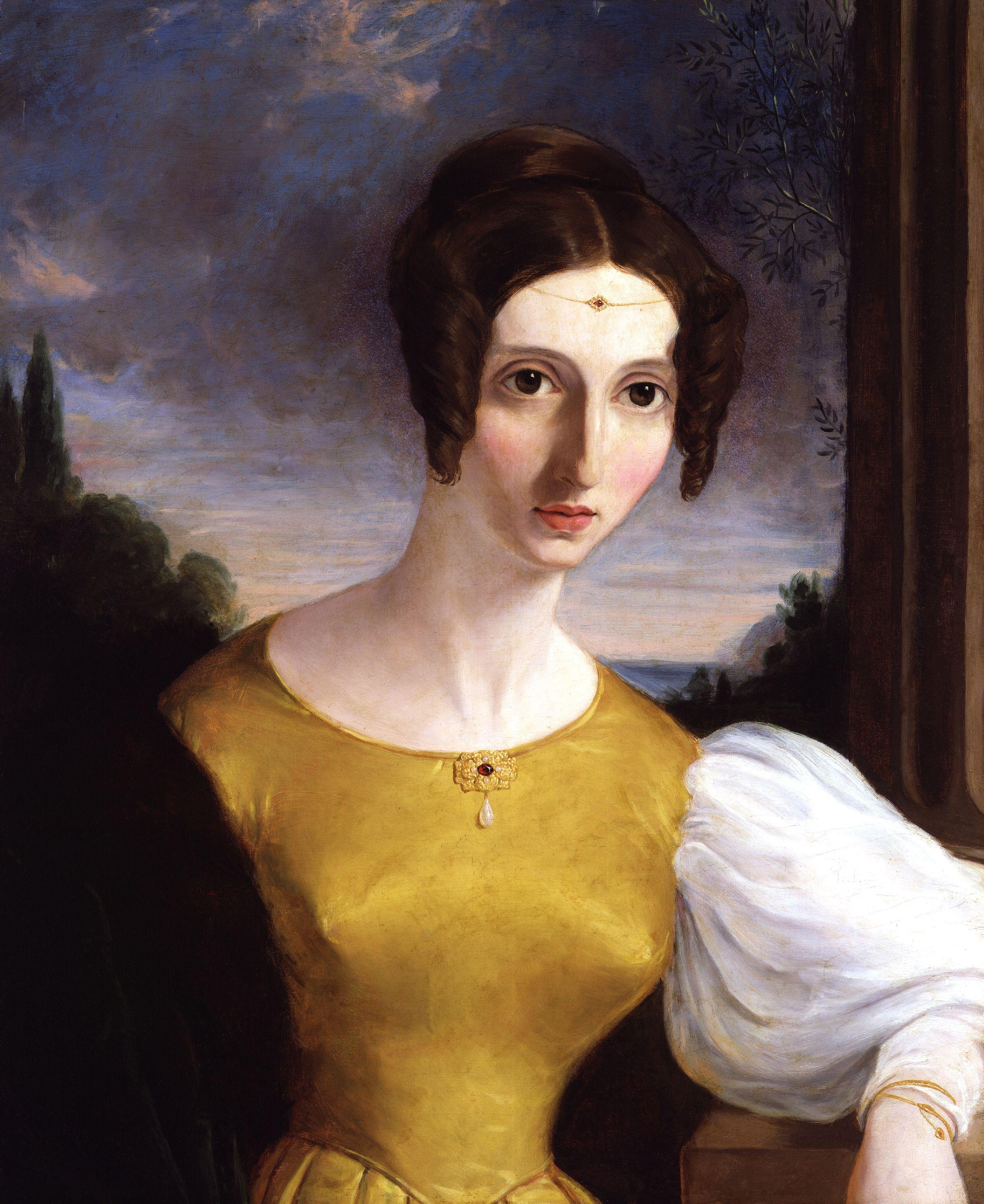
Harriet Taylor Mill († 1858)

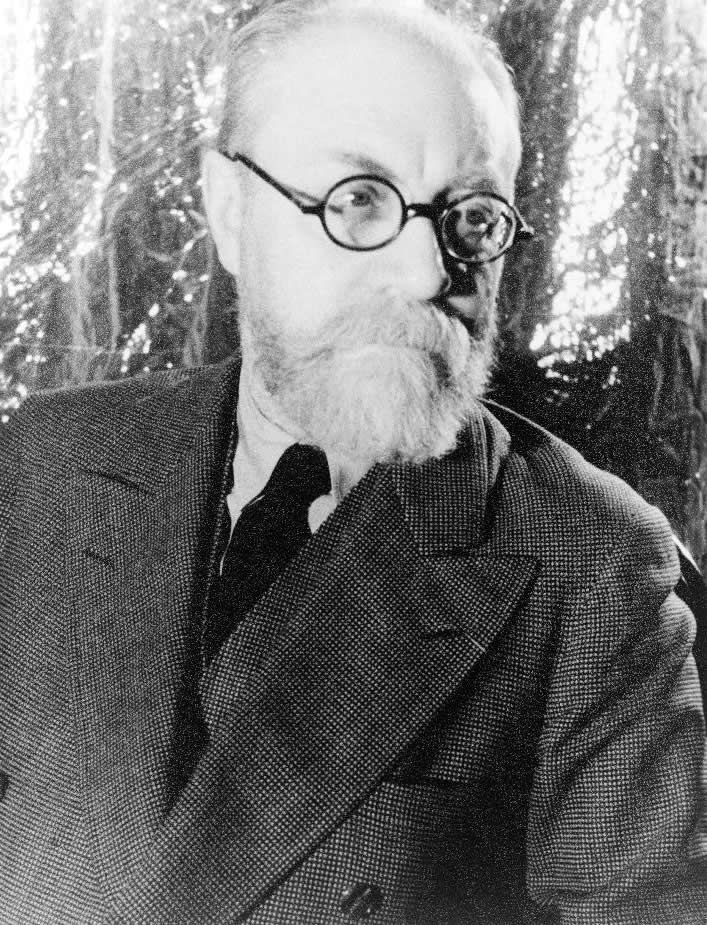
Henri Matisse († 1954)

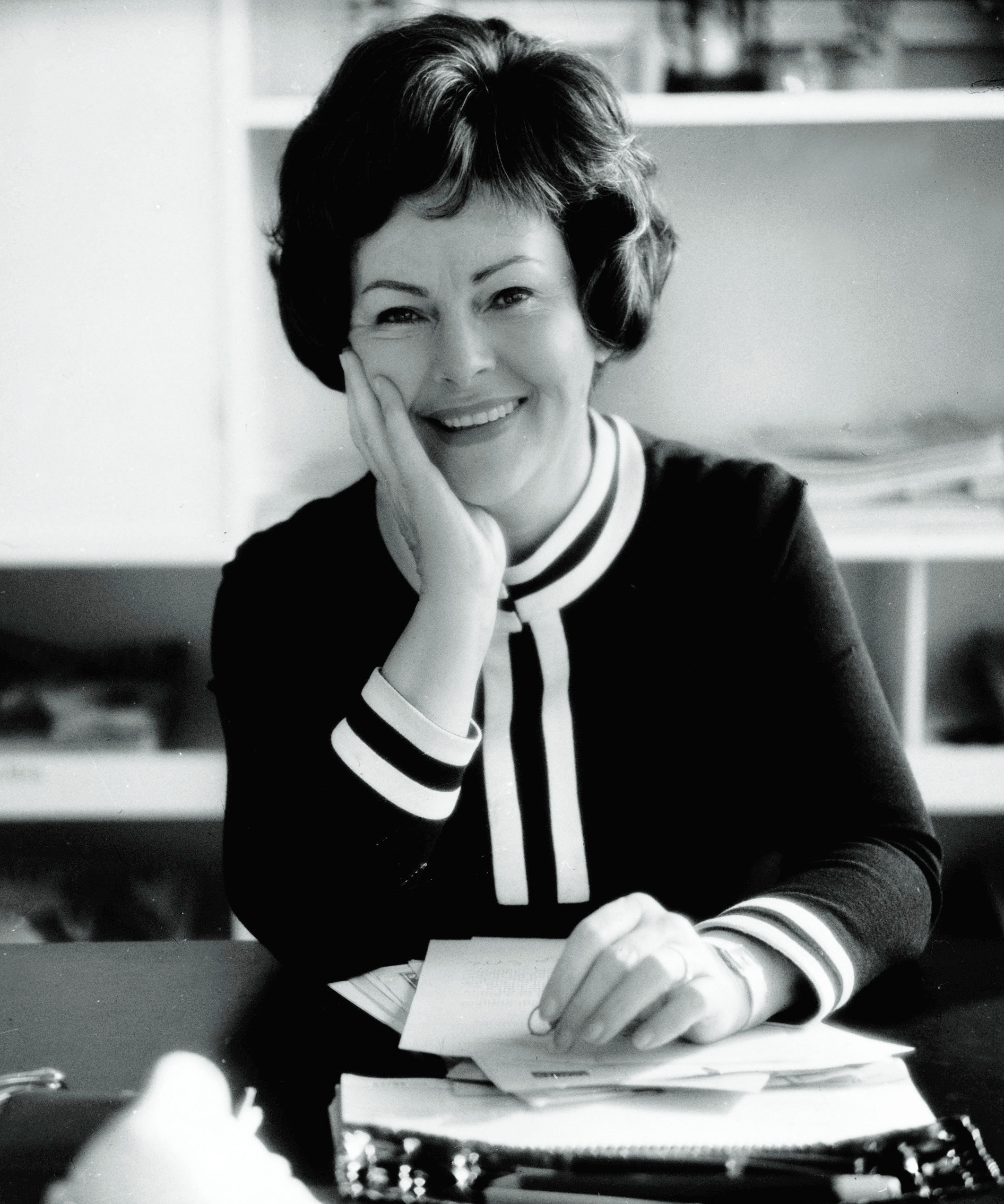
Aenne Burda († 2005)

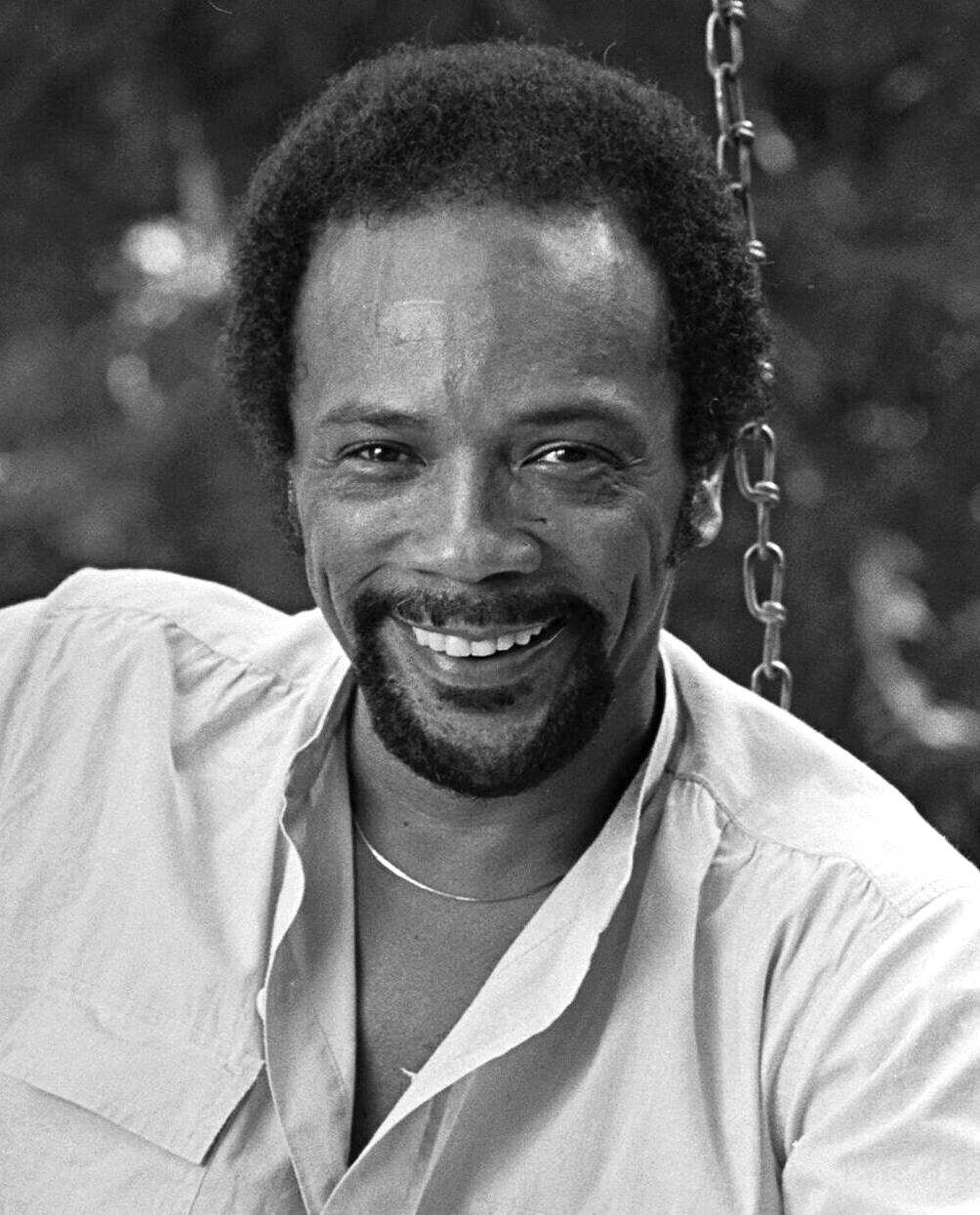
Quincy Jones († 2024)

- 1220 – Urraca Kastilská, portugalská královna (* 1186)
- 1373 – Johana Francouzská, navarrská královna (* 24. června 1343)
- 1580 – Jerónimo Zurita, španělský historik (* 1512)
- 1584 – sv. Karel Boromejský (* 1538)
- 1639 – sv. Martin de Porres (* 9. prosince 1579)
- 1643 – Paul Guldin, švýcarský astronom a matematik (* 1577)
- 1666 – Zikmund Jan Myslík z Hyršova, český generál císařské armády za třicetileté války (* 1606)
- 1676 – Köprülüzade Fazıl Ahmed Paša, osmanský velkovezír (* 1635)
- 1690 – Jean-Baptiste Colbert, markýz de Seignelay, francouzský politik, ministr francouzského námořnictva (* 1. listopadu 1651)
- 1766 – Thomas Abbt, německý filosof a matematik (* 25. listopadu 1738)
- 1793 – Olympe de Gouges, francouzská dramatička a spisovatelka (* 7. května 1748)
- 1855 – François Rude, francouzský sochař (* 4. ledna 1784)
- 1858 – Harriet Taylor Mill, anglická filosofka (* 8. října 1807)
- 1859 – Christian Adolph Pescheck, německý luteránský duchovní a vědec (* 1. února 1787)
- 1863 – Karel Robert Croll, německý malíř {* 21. listopadu 1800)
- 1889 – Ignacy Domeyko, polsko-chilský geolog, mineralog, cestovatel a etnograf (* 3. července 1802)
- 1891 – Louis Lucien Bonaparte, francouzský jazykovědec (* 4. ledna 1813)
- 1918 – Alexandr Ljapunov, ruský matematik a fyzik (* 6. června 1857)
- 1914 – Georg Trakl, rakouský básník (* 3. února 1887)
- 1921 – Andrzej Niemojewski, polský spisovatel (* 24. ledna 1864)
- 1929
  - Jan Niecisław Baudouin de Courtenay, polský jazykovědec a slavista (* 13. března 1845)
  - Olav Aukrust, norský básník (* 21. ledna 1883)
- 1930 – Alfred Wegener, německý geolog a meteorolog (* 1. listopadu 1880)
- 1936 – Dezső Kosztolányi, maďarský spisovatel (* 29. března 1885)
- 1937 – Mykola Zerov, ukrajinský literární vědec, literární kritik, básník a překladatel (* 26. dubna 1890)
- 1940 – Lewis Hine, americký fotograf (* 26. září 1874)
- 1942
  - Jaroslav Maria, český právník, spisovatel, dramatik (* 24. února 1870)
  - Carl Sternheim, německý dramatik, básník a spisovatel (* 1. dubna 1878)
- 1949 – Solomon R. Guggenheim, americký průmyslník a mecenáš (* 2. února 1861)
- 1954 – Henri Matisse, francouzský malíř (* 31. prosince 1869)
- 1955 – Germana Toskánská, rakouská arcivévodkyně a toskánská princezna (* 11. září 1884)
- 1956 – Jean Metzinger, francouzský malíř (* 24. června 1883)
- 1957 – Wilhelm Reich, rakousko-americký psychiatr (* 24. března 1897)
- 1958 – Pierre-Henri Cami, francouzský dramatik a humorista (* 20. června 1884)
- 1970 – Petr II. Karađorđević, poslední král Jugoslávského království (* 6. září 1923)
- 1975 – Petr Zenkl, český politik, ministr, primátor Prahy, předseda Rady svobodného Československa (* 13. června 1884)
- 1977 – Florence Vidor, americká herečka (* 23. července 1895)
- 1981
  - Eraldo Monzeglio, italský fotbalista (* 5. června 1906)
  - Edvard Kocbek, slovinský básník, politik a spisovatel (* 27. září 1904)
- 1982 – Edward Carr, anglický diplomat, historik a politolog (* 28. června 1892)
- 1986 – Eddie „Lockjaw“ Davis, americký saxofonista (* 2. března 1922)
- 1993 – Lev Sergejevič Těrmen, ruský fyzik a vynálezce (* 15. srpna 1896)
- 1996 – Jean-Bédel Bokassa, prezident Středoafrické republiky (* 22. února 1921)
- 1998 – Bob Kane, americký komiksový kreslíř (* 24. října 1915)
- 2000 – Charles F. Hockett, americký jazykovědec (* 17. ledna 1916)
- 2001
  - Vojtech Mihálik, slovenský básník, překladatel, publicista a politik (* 30. března 1926)
  - Ernst Gombrich, britský teoretik a historik umění (* 30. března 1909)
- 2002 – Lonnie Donegan, britský zpěvák, skladatel a hudebník (* 29. dubna 1931)
- 2005 – Aenne Burdová, vydavatelka módních časopisů (* 28. července 1909)
- 2009 – Francisco Ayala, španělský spisovatel (* 16. března 1906)
- 2010 – Viktor Černomyrdin, ruský politik (* 9. dubna 1938)
- 2023
  - Oleg Protopopov, sovětský krasobruslař (* 16. července 1932)
  - Béla Turi-Kovács, maďarský právník a politik (* 2. prosince 1935)
  - Priit Vesilind,  estonsko-americký spisovatel a fotožurnalista (* 4. ledna 1943)
- 2024 – Quincy Jones, americký jazzový hudebník (* 14. března 1933)

## Svátky

### Česko
- Hubert

Katolický kalendář
- Svatá Silvie
- Svatý Martin de Porres

### Svět
- Panama, Dominika, Mikronésie: Den nezávislosti
- Japonsko: Den kultury
- SAE: Den vlajky

| 3. listopad v pražském KlementinuÚdaje jsou platné k 8. 7. 2025. | 3. listopad v pražském KlementinuÚdaje jsou platné k 8. 7. 2025. | 3. listopad v pražském KlementinuÚdaje jsou platné k 8. 7. 2025. |
| minimum                                                          | denní průměr                                                     | maximum                                                          |
| ---------------------------------------------------------------- | ---------------------------------------------------------------- | ---------------------------------------------------------------- |
| −4,3 °C (1858)                                                   | 7,4 °C (od 1961)                                                 | 19,5 °C (1970)                                                   |